# Hippodamia caseyi
Hippodamia caseyi – gatunek chrząszcza z rodziny biedronkowatych.
Gatunek ten opisany został po raz pierwszy w 1910 roku przez Roswella H. Johnsona. Jako miejsce typowe wskazano Fairfield w stanie Waszyngton.
Chrząszcz o wydłużonym i lekko przypłaszczonym ciele długości od 4,8 do 6,7 mm i szerokości od 2,8 do 4,3 mm. Przedplecze ma jasne tło, ale czarna łata zajmuje większą jego powierzchnię, zwykle sięgając wypustkami do jego krawędzi bocznych tak, że jasne pozostają przedni brzeg przedplecza, jego kąty przednio-boczne i tylno-boczne. Na czarnej łacie może występować para zbieżnych ku tyłowi jasnych kropek, jednak zwykle ich rozmiar jest zredukowany lub brak ich wcale. Pokrywy są błyszczące. Ich tło jest żółte, pomarańczowe lub czerwone, a na nim występuje wzór z czarnych plam. Przyszwowa plama przynasadowa ciągnie się wzdłuż szwu nie dalej niż ⅓ długości pokryw i bywa częściowo zlana z bocznymi plamami nasadowymi, tworząc na ramionach pokryw W-kształtny znak. Między połową a ⅔ długości każdej z pokryw leży znak powstały z połączenia dwóch plam. Nie łączy się on z lezącymi jeszcze dalej plamami wierzchołkowymi. Krawędzie pokryw zawsze mają kolor ich tła. Epimeryty śródtułowia są w całości żółto ubarwione. Genitalia samca charakteryzują się brakiem listwy grzbietowej płata bazalnego.
Owad ten chętnie zasiedla tereny górskie i zadrzewienia, zwłaszcza osiny, jednak występuje też w innych siedliskach. Zarówno larwy, jak i imagines są drapieżnikami żerującymi na mszycach (afidofagia). Aktywne są od wiosny do jesieni, zwłaszcza od czerwca do września. Owady dorosłe są stadium zimującym.
Owad nearktyczny. Rozprzestrzeniony jest od południowych części kanadyjskiich prowincji Kolumbia Brytyjska i Alberta przez stany Waszyngton, Oregon, Idaho, Montana i Wyoming aż po północne części Kalifornii, Utah i Kolorado.